# ミッシング・ポイント
『ミッシング・ポイント』（The Reluctant Fundamentalist）は2012年のアメリカ合衆国・イギリス・カタール合作の社会派ドラマ映画。監督はミーラー・ナーイル、出演はリズ・アーメッドとケイト・ハドソンなど。原作はモーシン・ハミッドの2007年の小説『コウモリの見た夢』（武田ランダムハウスジャパン刊行）。
原題の Reluctant は、「仕方なく、しぶしぶ、いやいや」といった意味で、Fundamentalist は「原理主義者」。
第69回（2012年）ヴェネツィア国際映画祭のオープニング作品として初上映された後、第37回トロント国際映画祭などの映画祭で上映された。
日本では劇場未公開だが、2014年4月25日にDVDが発売されている。

## ストーリー
パキスタンでアメリカ人の大学教授アンセ・レニアが誘拐される事件が起きる。事件に同僚の教授チャンゲスが関与していると睨んだCIAは、現地で表向きはジャーナリストとして活動している工作員ボビーを、インタビューを装ってチャンゲスに接近させる。しかし、チャンゲスはボビーの正体に気付いていると告げ、その上でボビーに自分の話を「全て」聞くように言う。
家柄は良いが裕福ではない家庭に生まれ育ったチャンゲスは、18歳の時にアメリカに留学し、優秀な成績で大学を卒業した後に、ニューヨークでエリートとして働いていた。上司クロスの覚えもめでたく、また勤め先の会長の姪で写真家のエリカとの恋愛も順調で、チャンゲスは「アメリカン・ドリーム」を体現する存在となっていた。ところがアメリカ同時多発テロ事件が起きると、チャンゲスは米国内の他のイスラム教徒同様に不当な差別や迫害を受けるようになり、エリカとの関係もぎくしゃくする。会社内でも微妙な立場になるが、それでもクロスの後押しもあり、順調にキャリアを積み、出世もして行く。しかし、人を人とも思わない非情な仕事に思い悩んだチャンゲスは突然仕事を辞め、エリカとも別れてパキスタンに戻り、大学教授として働くようになる。学生らの愛国心を鼓舞する中で、パキスタンのイスラム原理主義の活動家とも知り合いになり、共に戦うように誘われるが、彼らの原理主義が、アメリカの拝金主義と何ら変わりのない、自らの信じる「原理」に縛られて物事を二元的にしか捉えられない偏狭で頑なものでしかないことに気付くと、誘いを断る。
レニアの監禁場所を問い詰めるボビーにチャンゲスは事件とは無関係であると強調する。一方、CIAは正体を知られたボビーを救出するための突入準備を既に進めていた。学生たちと地元警察がもめ始め、CIAの突入が避けられない状況の中、学生たちの身を案じたチャンゲスは監禁場所をボビーに教える。ボビーは仲間に連絡しようとするが電波の状態が悪く連絡ができない。しかし、その後すぐにレニアの死体写真とともに「レニアは殺された。脱出しろ」とのメールが届く。その直前に、チャンゲスがメールを送っている姿を目撃していたボビーは、チャンゲスの指示でレニアが殺されたと思い、チャンゲスを銃で威嚇して連行しようとする。建物の外は既にもみ合いの状態にあり、その中でチャンゲスを取り逃がしたボビーは撃たれるが、CIAに救出される。ボビーはチャンゲスの指示で教授が殺されたと報告するが、上司のクーパーはその日の朝にレニアの死体が遺棄されていたこと、そもそもチャンゲスが事件とは無関係だったことを告げる。ボビーは愕然とする。
チャンゲスは、もみ合いの際にボビーの拳銃から誤って発射された銃弾に当たって亡くなった助手サミアの葬儀の場で、遺族からのメッセージとして「報復をしてはならない」と参列者に説く。ボビーは入院中の病院でチャンゲスへのインタビューを録音した音声を聴く。そこにはチャンゲスの「見た目と違ってアメリカを愛している」との言葉が録音されていた。ボビーは笑みを浮かべる。

## キャスト
※括弧内は日本語吹替
- チャンゲス・カーン: リズ・アーメッド（福田賢二） - パキスタンの大学教授。
- ボビー・リンカーン: リーヴ・シュレイバー（東地宏樹） - CIA工作員。表向きはジャーナリスト。
- ジム・クロス: キーファー・サザーランド（小山力也） - チャンゲスのニューヨーク時代の上司。
- エリカ: ケイト・ハドソン（安藤麻吹） - 写真家。チャンゲスのニューヨーク時代の恋人。
- アーブ: オム・プリ - チャンゲスの父。詩人。
- アンミ: シャバーナー・アーズミー - チャンゲスの母。
- ラドロー・クーパー: マーティン・ドノヴァン - CIA捜査官。ボビーの上司。
- マイク・リッツォ: クリストファー・ニコラス・スミス - チャンゲスのニューヨーク時代の同僚。
- 入国管理官: マーク・オリヴァー

## 作品の評価
Rotten Tomatoesによれば、批評家の一致した見解は「『ミッシング・ポイント』は技術的に熟練しており、演技も撮影も堅実だが、メッセージがあまりに野心的で強引なため、その力の一部が奪われている。」であり、99件の評論のうち高評価は57%にあたる56件で、平均点は10点満点中6.10点となっている。
Metacriticによれば、28件の評論のうち、高評価は12件、賛否混在は13件、低評価は3件で、平均点は100点満点中54点となっている。